# Warren Douglas Stevens
Warren Douglas Stevens ( 1944 - ) es un botánico , profesor, y curador estadounidense, habiendo curado el Jardín Botánico de Misuri. Se trasladó en 1977 a Nicaragua para hacerse cargo de estudios de la flora local, hasta 1987. También realizó otras extensas expediciones botánicas a India, Madagascar, Costa Rica, México, Guayana Francesa.

## Algunas publicaciones
- 1976. A New Name, Marsdenia lanata (Asclepiadaceae), and Notes on the Species. The Southwestern Naturalist 21 ( 3 ): 406-409

### Libros
- luis diego Gómez, alba Arbeláez, warren d Stevens. 2009. Flora de Nicaragua: Helechos, Volumen 4. Volumen 116 de Monografías in systematic botany from the Missouri Botanical Garden. 348 pp. ISBN 1-930723-87-3
- 2001. Flora de Nicaragua: Angiospermas (Pandanaceae-Zygophyllaceae). Monografías in systematic botany from the Missouri Botanical Garden. 756 pp. ISBN 0-915279-95-9
- 2001. Angiospermas (Pandanaceae - Zygophyllaceae). Volumen 83 y 85 de Monografías in systematic botany from the Missouri Botanical Garden. Ed. MBG Press
- 2001. Introducción, Gimnospermas y Angiospermas (Acanthaceae - Euphorbiaceae). Volumen 81 y 85 de Monografías in systematic botany from the Missouri Botanical Garden. 943 pp.
- 2001. Angiospermas (Fabaceae - Oxalidaceae). Volumen 82 y 85 de Monografías in systematic botany from the Missouri Botanical Garden. 966 pp.
- 1976. A revision of Matelea subgenus Dictyanthus (Apocynaceae, Sensu Lato). Michigan State Univ. Dept. of Botany & Plant Pathology. 424 pp.
- 1971. The Asclepiadaceae, Apocynaceae, Loganiaceae, and Buddleiaceae in Hassan District, Mysore State, India. 138 pp.

## Honores

### Epónimos
Especies
- (Annonaceae) Unonopsis stevensii G.E.Schatz[4]
- (Aristolochiaceae) Aristolochia stevensii Barringer[5]
- (Hydrophyllaceae) Nama stevensii C.L.Hitchc.[6]
- (Monimiaceae) Steganthera stevensii W.N.Takeuchi[7]
- (Myrsinaceae) Ardisia stevensii (Lundell) Pipoly & Ricketson[8]
- (Tiliaceae) Trichospermum stevensii W.N.Takeuchi[9]

- La abreviatura «W.D.Stevens» se emplea para indicar a Warren Douglas Stevens como autoridad en la descripción y clasificación científica de los vegetales.[10]